# Волицька сільська рада (Жовківський район)
| Волицька сільська рада — орган місцевого самоврядування у Жовківському районі Львівської області з адміністративним центром у с. Волиця. Історична дата утворення: в 1994 році. Сільській раді підпорядковані населені пункти: - с. Волиця |

## Склад ради
Рада складається з 18 депутатів та голови.

### Керівний склад ради
| ПІБ                         | Основні відомості                                                                              | Дата обрання | Дата звільнення |
| --------------------------- | ---------------------------------------------------------------------------------------------- | ------------ | --------------- |
| Демків Віктор Степанович    | Сільський голова, 1963 року народження, освіта, безпартійний                                   | 26.03.2006   | 31.10.2010      |
| Гульоватий Степан Романович | Сільський голова, 1957 року народження, освіта вища, член Всеукраїнського об'єднання «Свобода» | 31.10.2010   | 10.12.2013      |
| Левочко Степан Романович    | Сільський голова, 1961 року народження, освіта вища, безпартійний                              | 25.05.2014   |                 |

Примітка: таблиця складена за даними джерела